# Мухітдінов Нуритдін Акрамович
Нуритдин Акрамович Мухітдінов (6 (19) листопада 1917 , Ташкент, Російська СФРР  — 27 серпня 2008 , Ташкент ) — радянський державний і партійний діяч, 1-й секретар ЦК КП Узбекистану. Член ЦК КПРС (1952—1966), член Президії ЦК КПРС (1957—1961; кандидат у 1956—1957), секретар ЦК КПРС (1957—1961). Депутат Верховної Ради СРСР 3—-5-го скликань. Надзвичайний і повноважний посол СРСР в Сирії (1968—1977 роки).

## Біографія
Народився в ташкентському приміському кишлаку Аллан в селянській родині (зараз це махалля Оклон Шайхантахурського району міста Ташкента). Його батько був головою кишлачної ради, а мати — дочкою крамаря, який займався торгівлею чаєм та галантерейними товарами. У 1932 році вступив до комсомолу. У 1935 році закінчив середню школу і кооперативний технікум, а в 1938 році — заочно Всесоюзний кооперативний інститут.
У 1938—1939 роках — викладач Навчального комбінату Бухарської обласної Спілки споживчих товариств.
У 1939—1946 роках — у Червоній Армії (РСЧА СРСР) на комсомольській і політичній роботі. У 1939 році брав участь у поході Червоної Армії в Західну Україну. З червня 1941 року був учасником німецько-радянської війни на західному кордоні СРСР, у складі 19-го Окремого понтонно-мостового полку.
Член ВКП(б) з 1942 року.
Учасник Сталінградської битви. Мав важкі поранення, але після госпіталю від демобілізації відмовився. Був скерований на перекваліфікацію у Військову академію зв'язку імені Будьонного. Закінчив прискорений курс фахівців з використання радіотехнічних засобів на фронті. Направлений в систему радіорозвідки. У 1943—1946 роках — заступник начальника, начальник Оперативної групи особливого призначення, дислокованої за кордоном СРСР.
З 1946 року — на партійній роботі в апараті ЦК Компартії Узбецької РСР в якості лектора. Учасник будівництва Фархадської гідроелектростанції біля міста Беговату Узбецької РСР.
У 1947—1948 роках — секретар Наманганського обласного комітету КП(б) Узбекистану.
У листопаді 1948—1950 роках — 1-й секретар Наманганського обласного комітету КП(б) Узбекистану.
З квітня 1950 по квітень 1951 року — одночасно секретар ЦК КП(б) Узбекистану по пропаганді (14 квітня 1950 — 30 січня 1951), 1-й секретар Ташкентського обласного комітету КП(б) Узбекистану (4 вересня 1950 — травень 1951) та голова Верховної ради Узбецької РСР (19 серпня 1950 — 1951).
18 травня 1951 — 7 квітня 1953 року — голова Ради Міністрів Узбецької РСР.
7 квітня 1953 — 18 грудня 1954 року — 1-й заступник голови Ради Міністрів Узбецької РСР, міністр закордонних справ Узбецької РСР.
18 грудня 1954 — 22 грудня 1955 року — голова Ради Міністрів Узбецької РСР.
23 грудня 1955 — 28 грудня 1957 року — 1-й секретар ЦК КП Узбекистану.
З 27 лютого 1956 по 17 грудня 1957 року — кандидат у члени Президії ЦК КПРС. 
З 17 грудня 1957 року по 31 жовтня 1961 року — член Президії ЦК КПРС і одночасно секретар ЦК КПРС.
У 1961—1966 роках — заступник голови правління Центральної Спілки споживчих товариств (Центросоюзу) СРСР.
У 1966—1968 роках — 1-й заступник голови Державного комітету з культурних зв'язків із зарубіжними країнами при Раді міністрів СРСР.
З 12 лютого 1968 по 1 квітня 1977 року — надзвичайний і повноважний посол Радянського Союзу в Сирійській Арабській Республіці.
У березні 1977 — листопаді 1986 року — заступник голови Торгово-промислової палати СРСР у місті Москві. У листопаді 1986 року повернувся до міста Ташкенту.
У листопаді 1986 — травні 1989 року — радник Ради Міністрів Узбецької РСР.
У травні 1989 — серпні 1991 року — голова Президії Товариства охорони пам'яток історії та культури Узбецької РСР. З 31 серпня 1991 року по 2008 рік — голова президії Товариства охорони пам'яток історії та культури держави Республіка Узбекистан.

## Нагороди та звання
- два ордени Леніна (16.01.1950; 11.01.1957)
- орден Жовтневої Революції (4.12.1987)
- орден Вітчизняної війни 2-го ступеня (11.03.1985)
- орден Трудового Червоного Прапора (22.10.1971)
- орден Дружби народів (1.03.1974)
- орден «Знак Пошани» (5.11.1965)
- медаль «За оборону Сталінграду»
- медаль «За оборону Кавказу»
- медаль «За перемогу над Німеччиною у Великій Вітчизняній війні 1941-1945 рр.»
- медаль Республіки Узбекистан «Жасорат»/«Jasorat» (1994)
- медалі

## Спогади, інтерв'ю
- Двенадцать лет с Хрущевым: Воспоминания бывшего члена Президиума ЦК КПСС, секретаря ЦК КПСС [Архівовано 21 серпня 2018 у Wayback Machine.] // Аргументы и факты. 1989. № 44. С. 5—6.
- Годы, проведенные в Кремле. Ташкент, 1994.
- Кремлда утган йилларим. Ташкент, 1994.
- Река времени: От Сталина до Горбачева : Воспоминания. М., 1995. 656 с., [8] л. ил. ISBN 5-89064-001-1.